# Gastroserica namthana
Gastroserica namthana är en skalbaggsart som beskrevs av Ahrens 2000. Gastroserica namthana ingår i släktet Gastroserica och familjen Melolonthidae. Inga underarter finns listade i Catalogue of Life.